# Zeyern
Zeyern ist ein Gemeindeteil des Marktes Marktrodach im oberfränkischen Landkreis Kronach in Bayern.

## Geographie
Das Pfarrdorf Zeyern liegt an der Rodach und an der Zeyern, die innerorts linksseitig in die Rodach mündet. Im Westen grenzt das Naturschutzgebiet und Geotop Rabensteiner Höhe mit Zeyerner Wand an. Die B 173 tangiert den Ort westlich. Sie führt nach Oberrodach (2,3 km südwestlich) bzw. nach Hammer bei Wallenfels (3,5 km östlich). Gemeindeverbindungsstraßen führen nach Oberrodach zur B 173 (1,5 km südwestlich) und nach Remschlitz (1,3 km nordwestlich). Anliegerwege verbinden mit der Wöhrleinschneidmühle (1 km südwestlich) und der Zigeunerschneidmühle (0,8 km nordöstlich).
Zeyern liegt am Frankenweg, einem etwa 520 Kilometer langen Fernwanderweg in Bayern, der im Jahr 2004 eröffnet wurde.

## Geschichte
Zeyern wurde urkundlich erstmals indirekt im Jahr 1260 mit „Friedrich von Zeyern“ genannt. Dieser war wohl ein Dienstmann der Grafen von Andechs und Zeuge im Friedensvertrag nach einem zwölf Jahre dauernden Krieg zwischen dem Bischof von Bamberg und den Grafen von Orlamünde. Ein Sitz der Herren von Zeyern in dem Ort wurde 1513 erwähnt. Das Geschlecht starb 1610 mit Christoph von Zeyern zu Friesen aus. Zeyern gehörte zum Hochstift Bamberg. Im Oktober 1553 ließ Albrecht II. Alcibiades von Brandenburg-Kulmbach im Verlauf des Zweiten Markgrafenkriegs den Ort niederbrennen. Während des Dreißigjährigen Kriegs zerstörten protestantische Truppen am 19. Mai 1632 Zeyern durch einen Brand.
Zeyern bildete mit der Buchschneidmühle, Friedersdorfer Mühle, Neuschneidmühle, Rabensteinerschneidmühle, Wöhrleinschneidmühle und Zigeunerschneidmühle eine Realgemeinde. Gegen Ende des 18. Jahrhunderts gab es 75 Anwesen. Das Hochgericht hatte das bambergische Centamt Kronach inne. Die Dorf- und Gemeindeherrschaft hatte das Vogteiamt Kronach inne. Grundherren waren
- das Kastenamt Kronach (62 Anwesen: 28 Güter, 4 zerschlagene Güter, 5 Tropfsölden, 21 Tropfhäuser, 1 halbes Tropfhaus, 3 Schneidmühlen),
- der Lehenhof Bamberg (8 Anwesen: 5 Häuser, 3 Schneidmühlen),
- die Fleischmännischen Lehen (1 Mahlmühle),
- das Seniorat von Redwitz (1 Sölde, 2 halbe Sölden, 1 Schneidmühle).

Außerdem gab es noch eine Pfarrkirche, einen Pfarrhof mit Pfarrgut, ein Schulhaus und eine Gemeindeschmiede mit Haus.
Zeyern ging durch den Reichsdeputationshauptschluss im Jahr 1803 in den Besitz des Kurfürstentums Bayern über. Mit dem Gemeindeedikt wurde 1808 der Steuerdistrikt Zeyern gebildet, zu dem Buchschneidmühle, Friedersdorfer Mühle, Großvichtach, Kleinvichtach, Kreuzmühle, Neuschneidmühle, Oberrodach, Oberrodacher Mühle, Rabensteinerschneidmühle, Wöhrleinschneidmühle und Zigeunerschneidmühle gehörten. Mit dem Zweiten Gemeindeedikt (1818) entstand die Ruralgemeinde Zeyern, zu der Buchschneidmühle, Friedersdorfer Mühle, Neuschneidmühle, Rabensteinerschneidmühle, Wöhrleinschneidmühle und Zigeunerschneidmühle gehörten. Sie war in Verwaltung und Gerichtsbarkeit dem Landgericht Kronach zugeordnet und in der Finanzverwaltung dem Rentamt Kronach, 1919 in Finanzamt Kronach umbenannt. In der freiwilligen Gerichtsbarkeit gehörten einige Anwesen bis 1836 zum Patrimonialgericht Unterrodach. Ab 1862 gehörte Zeyern zum Bezirksamt Kronach, 1939 in Landkreis Kronach umbenannt. Die Gerichtsbarkeit blieb beim Landgericht Kronach, 1879 in das Amtsgericht Kronach umgewandelt. Um 1900 wurde auf dem Gemeindegebiet Wallenfels Bahnhof gegründet. Die Gemeinde hatte eine Fläche von 5,480 km².
Am 1. Mai 1978 wurde Zeyern im Zuge der Gebietsreform in Bayern in die neu gebildete Gemeinde Marktrodach eingegliedert.

### Baudenkmäler
- Katholische Pfarrkirche St. Leonhard
- Ehemaliges Forsthaus
- Kraus-Mühle
- Gasthaus zum Goldenen Löwen
- Wohnhäuser
- Wegkapellen und Bildstöcke

### Einwohnerentwicklung

#### Gemeinde Zeyern
| Jahr      | 1840   | 1852   | 1855   | 1861   | 1867   | 1871   | 1875   | 1880   | 1885   | 1890   | 1895   | 1900   | 1905   | 1910   | 1919   | 1925   | 1933   | 1939   | 1946   | 1950   | 1952   | 1961  | 1970   |
| Einwohner | 496    | 493    | 471    | 522    | 499    | 490    | 507    | 509    | 475    | 496    | 434    | 444    | 470    | 481    | 508    | 466    | 449    | 470    | 671    | 680    | 704    | 669   | 693    |
| Häuser    |        |        |        |        |        | 85     |        |        | 84     | 86     |        | 88     |        |        |        | 90     |        |        |        | 101    |        | 128   |        |
| Quelle    | [ 12 ] | [ 12 ] | [ 12 ] | [ 13 ] | [ 14 ] | [ 15 ] | [ 16 ] | [ 17 ] | [ 18 ] | [ 19 ] | [ 12 ] | [ 20 ] | [ 12 ] | [ 21 ] | [ 12 ] | [ 22 ] | [ 12 ] | [ 12 ] | [ 12 ] | [ 23 ] | [ 12 ] | [ 9 ] | [ 24 ] |

#### Ort Zeyern
| Jahr      | 001818 | 001861 | 001871 | 001885 | 001900 | 001925 | 001950 | 001961 | 001970 | 001987 | 002005 |
| Einwohner | 460    | 454    | 490 *  | 475 *  | 414    | 427    | 664    | 645    | 683    | 672    | 627 *  |
| Häuser    | 70     |        | 85 *   | 84 *   | 81     | 84     | 96     | 123    |        | 196    |        |
| Quelle    | [ 8 ]  | [ 13 ] | [ 15 ] | [ 18 ] | [ 20 ] | [ 22 ] | [ 23 ] | [ 9 ]  | [ 24 ] | [ 25 ] | [ 1 ]  |

### Wappen
Blasonierung: „In Silber zwei schräg gekreuzte, rot bewehrte schwarze Bärentatzen, dahinter ein aufrechter blauer Floßhaken mit goldenem Schaft.“

## Religion
Der Ort ist römisch-katholisch geprägt und nach St. Leonhard (Zeyern) gepfarrt.

## Vereine
- CSU-Ortsverein Zeyern
- Frankenwaldverein Zeyern
- Freiwillige Feuerwehr Zeyern
- Jagdgenossenschaft Zeyern
- Musikverein 1853 Zeyern e. V.[28]

## Söhne und Töchter
- Paul Müller (1892–1963), Politiker (NSDAP) und Tierarzt